# Ginza
Ginza (銀座) est un quartier de Tokyo, situé dans l'arrondissement de Chūō.

## Origines

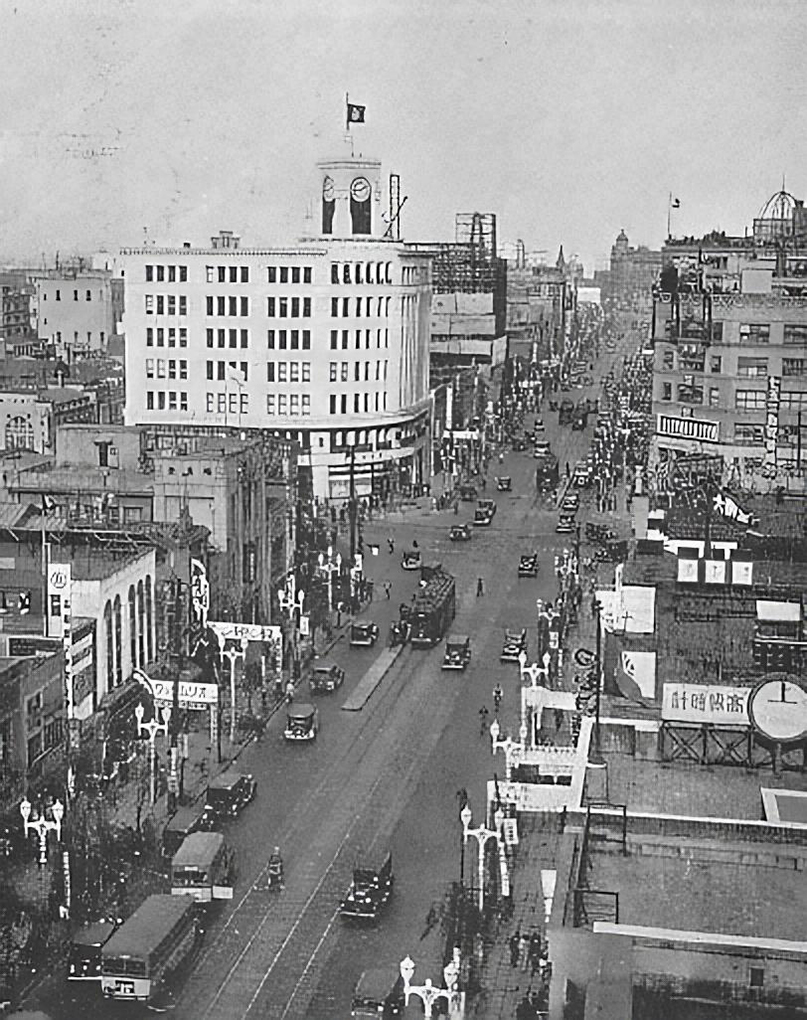
Ginza en 1933.

Lorsque la capitale du Japon devient Edo en 1602, Ginza qui était une zone marécageuse est assainie et devient un pôle d'attraction pour les marchands et commerçants.
Le quartier est construit en 1612.
Le pont de Nihonbashi à Ginza devient rapidement le point de départ de la Tōkaidō, le principal axe de circulation entre le Kantō et le Kansai. Le quartier est baptisé « Ginza » (« siège de l'argent ») parce qu'il abrite le bureau chargé de superviser la frappe de pièces de monnaie en argent (ginka) et la maison de commerce du métal.
À partir de l'ère Meiji (1868-1912), Ginza devint un quartier en vogue où le siège des grandes sociétés modernes de commerce et de communication, ainsi que les restaurants de style européen côtoient les vieilles enseignes traditionnelles.

## Ginza de nos jours

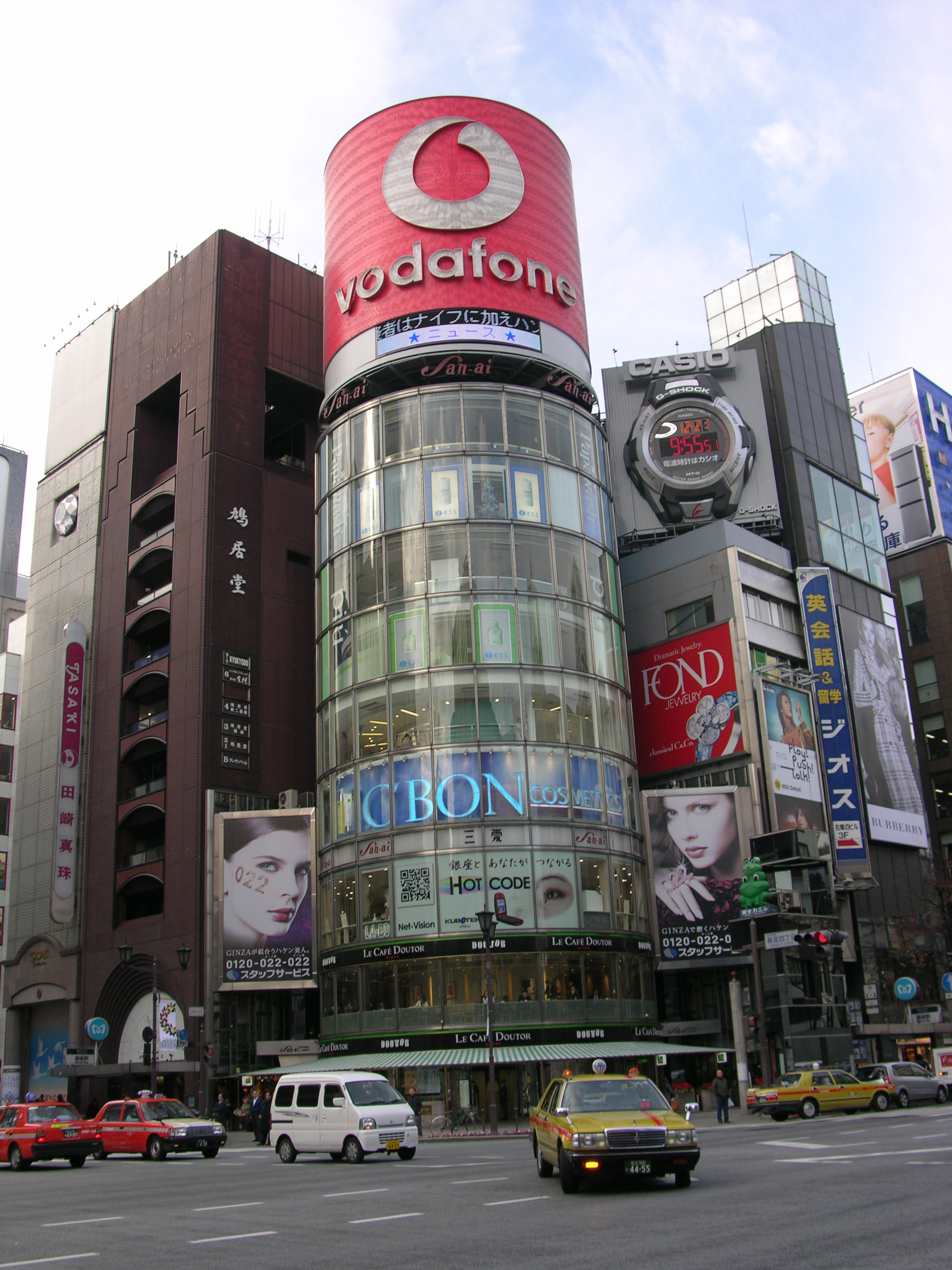
San'ai building

Dans les années 1980, Ginza était le quartier commerçant le plus cher au monde. On y trouve encore aujourd'hui le long de grandes avenues de nombreuses boutiques de mode (notamment des marques de luxe de renommées internationales), mais aussi des showroom à la japonaise, c'est-à-dire des bâtiments d'exposition, assez découpés, où l'on peut découvrir différents produits, par exemple des voitures dans le showroom Nissan, de l'électronique grand public au cœur du Sony Building ou dans l'Apple Store. Le quartier est aussi connu pour l'abondance de ses enseignes lumineuses.
Le quartier était traditionnellement le lieu du luxe au Japon avec par exemple les enseignes Prada, Louis Vuitton ou la première boutique asiatique de la marque Abercrombie & Fitch. C'est un secteur qui a longtemps ignoré la crise au Japon. Toutefois, avec la baisse des loyers et la mondialisation, se sont installés récemment des marques bon marché comme Uniqlo, Gap, Zara ou Forever 21.

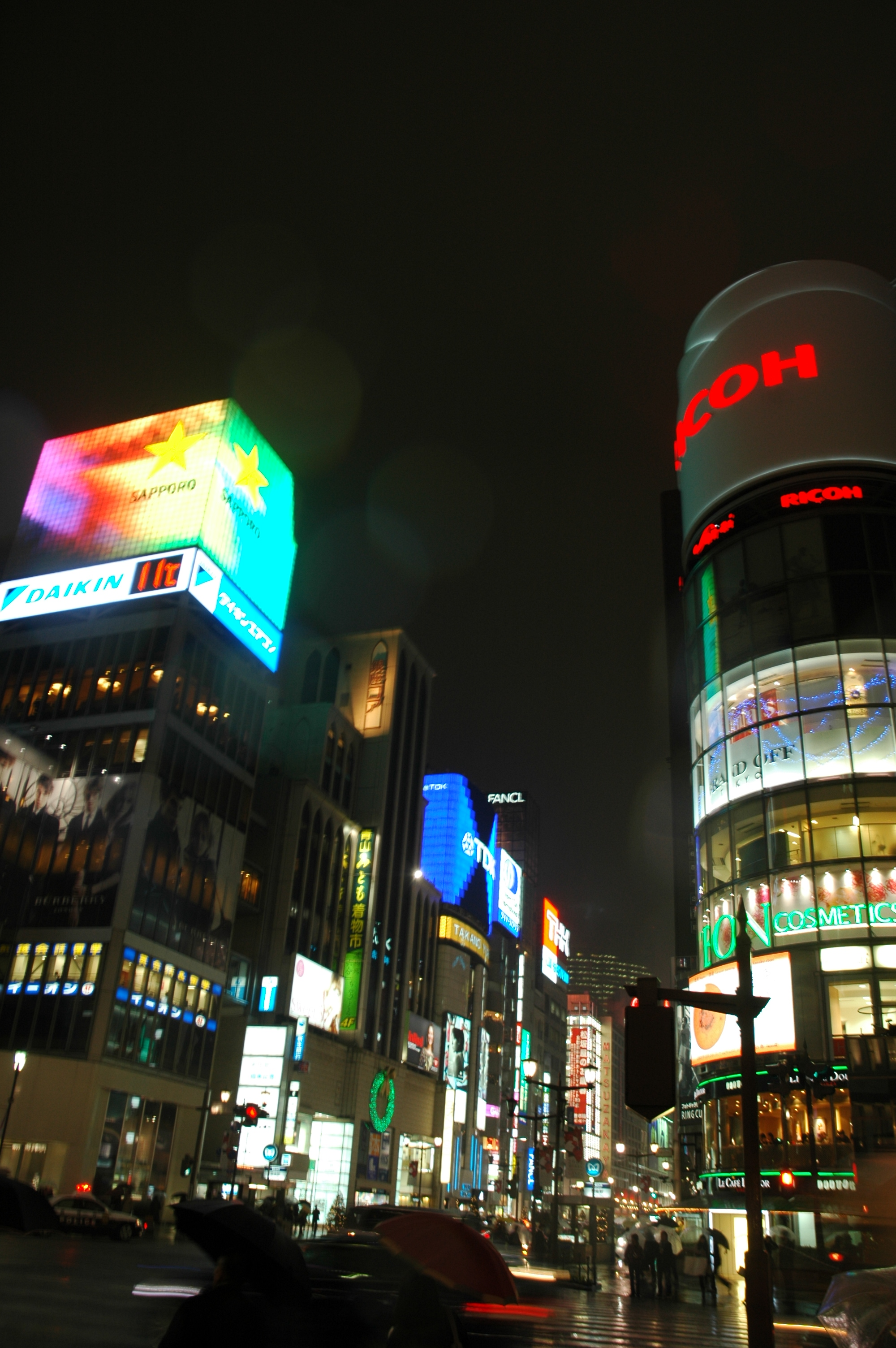
Le quartier de Ginza, à Tokyo, la nuit

## Lieux importants
Plusieurs théâtres renommés se trouvent à Ginza : le Kabuki-za, théâtre de kabuki, le théâtre Takarazuka, exclusivement féminin, ou encore Shinbashi Enbujō.
En tant que quartier du luxe, on y trouve de nombreux grands magasins : Mitsukoshi, Matsuya, Tokyu Plaza, Ginza Six qui a remplacé Matsuzakaya, Marronnier Gate Ginza qui a remplacé Printemps, ou encore Wako, ancien siège de l'horloger Seiko.
S'y trouvent également le Gallery Center Building, abritant des galeries d'art japonais et occidental, une salle d'expositions Sony, et Sukiyabashi Jirō, le restaurant de sushis qui avait « 3 étoiles » au Guide Michelin de Jirō Ono.